# NGC 6744
NGC 6744（Caldwell 101）は、棒渦巻銀河と渦巻銀河の中間型の銀河である。くじゃく座の方角にあり、銀河系から3000万光年離れている。この銀河は、ぼんやりとした腕と、引き伸ばされた形をしたコアを持っており、われわれの近くにある銀河の中で最も銀河系に似ているものの一つと考えられている。また、この銀河は少なくとも1個の変形した伴銀河 (NGC 6744A) を伴っている。これは表面的には銀河系の伴銀河マゼラン雲に似ている。

## 画像

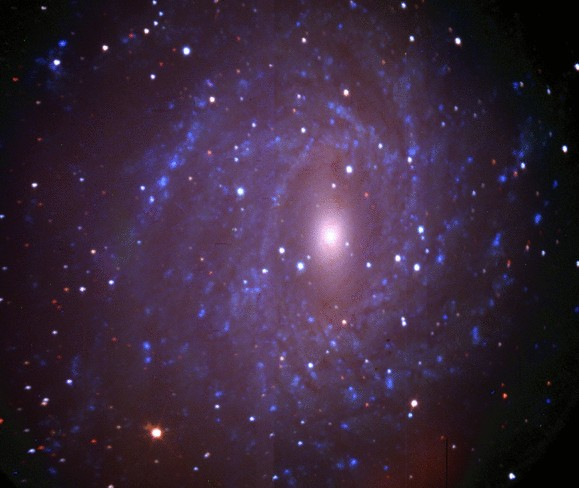
南アフリカ大型望遠鏡が撮影したNGC6744
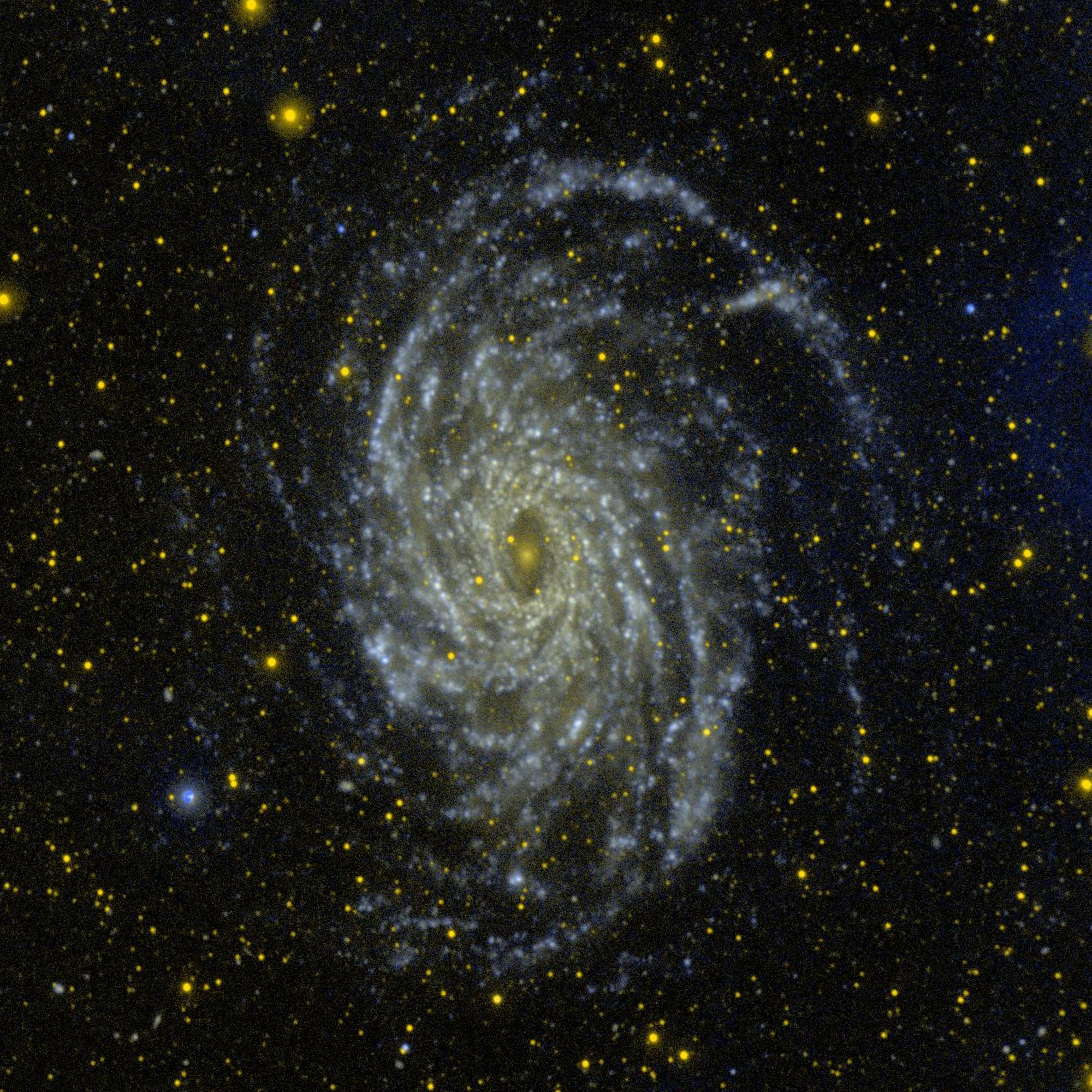
GALEXが撮影したNGC6744
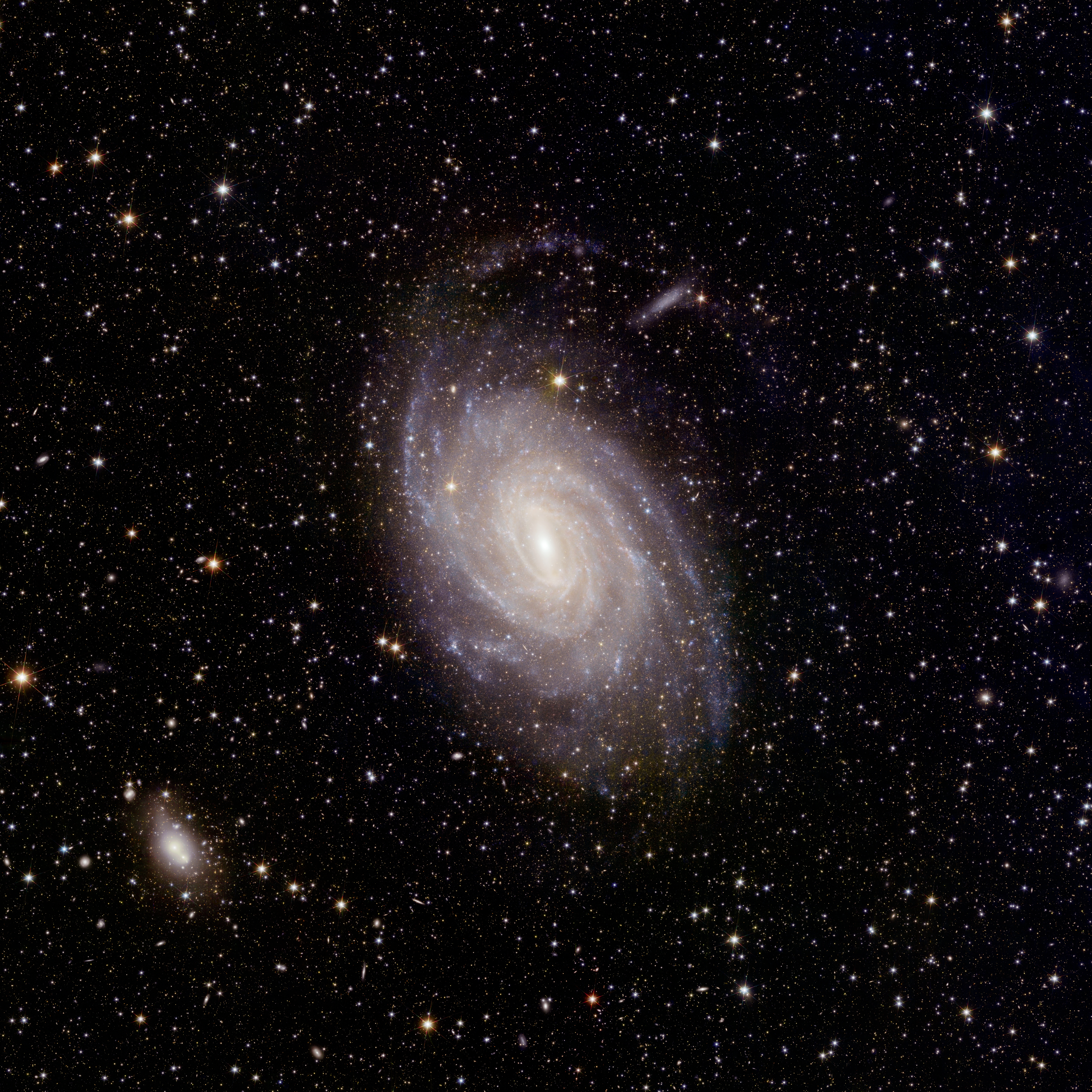
Euclid撮影